# Hypoleria famina
Hypoleria famina är en fjärilsart som beskrevs av Richard Haensch 1905. Hypoleria famina ingår i släktet Hypoleria och familjen praktfjärilar. Inga underarter finns listade i Catalogue of Life.